# Ichthyodes neopommeriana
Ichthyodes neopommeriana är en skalbaggsart som beskrevs av Stefan von Breuning 1940. Ichthyodes neopommeriana ingår i släktet Ichthyodes och familjen långhorningar. Inga underarter finns listade i Catalogue of Life.